# Паради, Кристиан
Кристиа́н Паради́ (фр. Christian Paradis; род. 1 января 1974 в Тетфорд-Майнсе (Квебек)) — канадский политик, бывший консервативный депутат канадской палаты общин от Мегантика — Л'Эрабля, член Тайного совета Королевы для Канады.

## Биография
Выпускник Шербрукского университета, имеет степень магистра корпоративного права от Университета Лаваля.
Имел юридическую практику в Тетфорд-Майнсе, где также работал председателем торговой палаты.
Впервые избран на федеральных выборах 2006 года и работал парламентским секретарём министра природных ресурсов до 4 января 2007, когда был назначен министром сельского хозяйства и питания Канады и сельского секретариата. 25 июня 2008 Паради был назначен министром общественных проектов и государственных услуг, сохраняя должность министра сельского хозяйства до октября того же года. 30 октября 2008 при перестановках в кабинете министров после выборов он сохранил портфель министра общественных проектов. Кроме того, он сменил Лоренса Кэннона на посту заместителя в Квебеке. 19 января 2010 при перестановках в кабинете министров премьер-министр Харпер назначил его министром природных ресурсов. 18 мая 2011 при перестановках в кабинете министров он был назначен министром промышленности.
С 15 июля 2013 до 4 ноября 2015, министр международного сотрудничества и министр франкофонии. 3 апреля 2015 года заявил, что не будет добиваться переизбрания.

## Заявления
Оппозиционные партии призвали Паради уйти со своего поста вслед за отставкой его старшего помощника Себастьена Тоньери 30 сентября 2010. После того как стало известно о заявлениях о политическом отклонении запросов на доступ к информации в министерство общественных проектов, Паради согласился с отставкой Тоньери, но сам отказался уйти в отставку. Предполагается, что Тоньери отклонил не менее четырёх запросов на доступ к информации, когда работал под начальством Паради.
3 октября 2010 депутат Палаты общин Шоуан Коуди попросила информационного комиссара Канады провести расследование в СПМ, у Паради и сотрудников его министерства природных ресурсов. Коуди заявляет, что Тоньери «рекомендовал или требовал, чтобы документы были скрыты от общественности, и занимался систематическим, продолжительным препятствованием запросам на доступ к информации». Более того, она попросила информационного комиссара рассмотреть примеры вмешательства в других министерствах и любое участие в этом СПМ. Помощники Паради Джиллиан Эндрюс и Марк Тупен также пытались помешать удовлетворению запросов на доступ к информации в министерстве, как следует из электронных писем, полученных парламентским Комитетом по этике.
Утверждается также, что Паради обеспечил благоприятный исход переговоров для подрядных строительных организаций, стремившихся получить федеральные государственные заказы в ходе акции Консервативной партии по сбору денег в монреальском избирательном округе Бурасса в январе 2009 г. В начале Паради объяснил Палате общин: «Не было никаких обсуждений государственных заказов, это было исключительно мероприятие по сбору денег». Владелец строительной компании Поль Сове, организовавший это мероприятие, заявил, что слышал, как Паради говорил о государственных контрактах с Джозефом Брокколини из Broccolini Construction. Впоследствии Паради изменил свои утверждения. Теперь Паради признаёт, что обсуждал государственные заказы с крупной строительной подрядной организацией. Брокколини вспоминает: «Единственный вопрос, который я успел задать министру, был о проекте, на который мы подали заявку на торгах, которая впоследствии была отклонена», и «я лишь хотел узнать, был ли он в курсе относительно причины отклонения [запроса на заявку]. Министр предложил мне позвонить к нему в кабинет, и кто-либо из служащих мог бы спросить у людей из общественных проектов, какова была эта причина. Было ясно, что министр не знал этого и не хотел говорить об этом. Мы не обсуждали никаких будущих проектов или будущей работы с федеральным правительством». Следует отметить, что компания Брокколини получила более 650 миллионов $ по государственным контрактам.
В 2007 г. компания Сове получила контракт на реконструкцию Западного блока Парламента на 9 миллионов $. Сове и консервативный парторг Жиль Варен проходят по расследованию КККП о контракте на реконструкцию Западного блока. Оппозиционные политики утверждают, что право на работу компании Сове позволил получить консервативный штатный сотрудник, связанный с заявочным процессом по контракту на реставрацию Западного блока. Сове заплатил Жилю Варену 140 000 $, а тот впоследствии обсуждал контракт с Бернаром Коте, штатным сотрудником, представлявшим Майкла Фортье — тогдашнего министра общественных проектов. 21 сентября 2007 Министерство общественных проектов внесло поправки в заявку, которые позволили Сове подать заявку на работы, к требованиям которых до этого его компания не соответствовала. После того как Майкл Фортье проиграл на выборах 2008 года, Паради получил портфель министра общественных проектов. На акции Сове по сбору денег в январе 2009 присутствовали подрядные организации, платившие от 500 до 1000 $ за возможность встретиться с Паради.